# Stanley, Idaho
Stanley là một thành phố thuộc quận Custer, tiểu bang Idaho, Hoa Kỳ. Thành phố có diện tích km², dân số thời điểm năm 2000 theo điều tra của Cục điều tra dân số Hoa Kỳ là 100 người2.